# Termitostroma reichenspergeri
Termitostroma reichenspergeri är en tvåvingeart som beskrevs av Schmitz 1951. Termitostroma reichenspergeri ingår i släktet Termitostroma och familjen puckelflugor. Inga underarter finns listade i Catalogue of Life.